# Sven Rapp
Sven Salomon Rapp, född 4 juli 1900 i Björneborg, Värmlands län, död 16 maj 1966 i Karlstad, var en svensk målare. 
Rapp arbetade vid Björneborgs Jernverk och Bofors bruk innan han 1927 flyttade till Stockholm för fortsatt yrkesarbete. 
Han studerade konst vid Otte Skölds målarskola i Stockholm 1929–1932 och hade även en tid Torsten Palm som lärare. Därefter företog han en studieresa till Frankrike i sällskap med Eric Grate 1938. När han tilldelades Värmlands konstförenings resestipendium 1950 reste han till Frankrike och Armenien 1951. Han företog studieresor till Danmark och Norge där han bevistade konstnärshuset i Svolvær 1954 och 1959.
Han debuterade 1932 i utställningen Sex nya på Josefssons konstsalong i Stockholm och samma år medverkade han första gången i Värmlands konstnärsförbunds utställning. Från 1936 när Värmlands konstförenings bildades har han flitigt deltagit i deras höst, vår och vandringsutställningar. Han deltog i samlingsutställningarna Värmländsk konst på Värmlands nation i Uppsala 1949, Nyårssalongen i Hälsingborg 1951, Kulturmässan i Arvika 1951, Fem Värmlänningar i Vännäs 1957, Karlstadgruppens utställningar i Fagersta och Avesta samt på Liljevalchs konsthall 1959. 
Rapp var verksam som lärare i måleri och konstkunskap vid flera folkbildningskurser samt handledare för flera blivande konstnärer.  
Bland hans offentliga arbeten märks väggmålningar utförda i tempera för Folkets hus i Kristinehamn 1950 och Visnums kommunalhus 1955, en al seccomålning i Björneborgs kyrka 1956–1957 samt en stenintarsia för Nya system AB i Sunne.  
Hans konst bestod av landskap, figur, stilleben, porträtt och monumentalmålningar.
Rapp är representerad på Värmlands museum, Värmlands läns landsting, Karlstad stad och Hammarö kommuns konstsamlingar.
Han gjorde flera inlägg i dagspressen i konstfrågor och hans uppsats Möte med Sovjetkonsten trycktes 1952 i Sovjet i dag och han medverkade till grundandet av Karlskoga konstförening 1946. Han var under flera år ordförande för Östra Fågelviks hembygdsförening.
Sven Rapp är begravd på Östra Fågelviks kyrkogård.